# Туманова, Лина Борисовна
Лина Борисовна Туманова (1 марта 1936, Москва — 16 апреля 1985, Москва) — советский философ, правозащитник, диссидент.

## Биография
В 1957 году окончила Московский финансовый институт по специальности «Финансы и кредит», стала посещать неофициальные философские семинары Владимира Библера и вскоре стала его ближайшим другом и сподвижником, была подругой Светланы Неретиной. 
Окончила аспирантуру философского факультета МГУ, защитила кандидатскую диссертацию, преподавала философию в МГУ, с 1968 года работала в секторе методологии истории Отдела общих проблем исторического развития Института всеобщей истории АН СССР. Написала работы «Начало логики» и «Логические лакуны (опыт определения)», которые были опубликованы лишь посмертно.
С 1970-х годов занялась правозащитной деятельностью, была автором многочисленных правозащитных писем, обращений, биографических очерков правозащитников, участвовала в деятельности Фонда помощи политзаключенным, в начале 1980-х годов участвовала в издании правозащитного «Бюллетеня В». В связи с этой деятельностью она была уволена из МГУ и из сектора методологии истории Института всеобщей истории, работала во ВНИИ технической эстетики, затем уволилась и оттуда, после того как пригрозили в противном случае лишить премии её приятельницу, работала в реставрационном центре имени И. Э. Грабаря.
Лина Туманова подвергалась обыскам и допросам, в 1981 году сотрудники КГБ проводили с ней «предупредительные беседы», 12 мая 1982 года она получила предостережение по указу Президиума ВС СССР от 25.12.1972. 
4 июля 1984 года Туманова была задержана при передаче материалов сотрудникам посольства США. Она была обвинена в антисоветской агитации, через два месяца была освобождена под подписку о невыезде как безнадежно больная. Умерла от рака 16 апреля 1985 года.